# Kung Dao av Zhou
Kung Dao (周悼王; Zhōu Dàowáng), personnamn Ji Meng (姬猛), var en kortvarig kung över den kinesiska Östra Zhoudynastin och regerade 520 f.Kr.
Efter kung Jiings död 520 f.Kr. uppstod en tronföljdskris bland hans prinsar. De höga ministrarna tillsatte prins Meng som kung Dao, men kung Dao blev omedelbart mördad av den äldsta tronarvingen prins Chao. Prins Chao hävdade sin rätt till tronen, men Prins Gai lyckades vinna kampen om tronen och tillträdde som kung Jing, med hjälp från Hertig Ding av Jin.